# 오쿠이 엔위저
오쿠이 엔위저 (Okuwi Enwezer, 1963년 10월 23일 ~ 2019년 3월 15일)는 나이지리아 출신 큐레이터이자 미술평론가, 작가, 시인, 미술사 교육자이다. 미국 뉴욕 시와 독일 뮌헨에 거주한다. 2014년 《아트리뷰》가 선정한 '미술계에서 가장 영향력 있는 100인' 목록에서 24위에 올랐다.